# Třída F (1912)
Třída F byla třída ponorek námořnictva Spojených států amerických. Celkem byly postaveny čtyři jednotky této třídy. Ve službě byly v letech 1912–1922. Dvě se během služby potopily.

## Stavba
Celkem byly postaveny čtyři ponorky této třídy. V roce 1909 je navrhla americká společnost Electric Boat Company. Jejich stavba byla svěřena loděnicím Union Iron Works v San Franciscu a The Moran Company v Seattlu. Jejich původní jména Carp, Barracuda, Pickerel a Skate byla 17. listopadu 1911 změněna na F-1 až F-4. Do služby byly přijaty v letech 1912–1913.
Jednotky třídy F:
| Název                         | Vyrobeno společností | Založení kýlu  | Spuštěna na vodu | Uvedena do služby | Poznámka |
| ----------------------------- | -------------------- | -------------- | ---------------- | ----------------- | --- |
| USS F-1 (SS-20, ex Carp)      | Union Iron Works     | 23. srpna 1909 | 6. září 1911     | 16. června 1912   | Dne 17. prosince 1917 se při cvičení srazila s ponorkou USS F-3. Během deseti vteřin se potopila se ztrátou devatenácti osob.                                     |
| USS F-2 (SS-21, ex Barracuda) | Union Iron Works     | 23. srpna 1909 | 19. března 1912  | 25. června 1912   | Vyřazena 15. března 1922. Prodána 17. srpna 1922. |
| USS F-3 (SS-22, ex Pickerel)  | The Moran Company    | 17. srpna 1909 | 6. ledna 1912    | 5. srpna 1912     | Vyřazena 15. března 1922. Prodána 17. srpna 1922. |
| USS F-4 (SS-22, ex Skate)     | The Moran Company    | 21. srpna 1909 | 6. ledna 1912    | 3. května 1913    | Potopena 25. března 1915 během ponoru. Koroze u akumulátorů umožnila prosakování mořské vody do prostoru ponorky. Vyřazena z registru námořnictva 31. srpna 1915. |

## Konstrukce

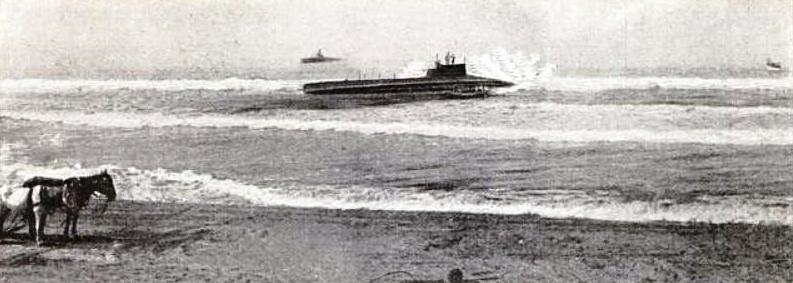
V roce 1912 ponorka USS F-1 ztroskotala

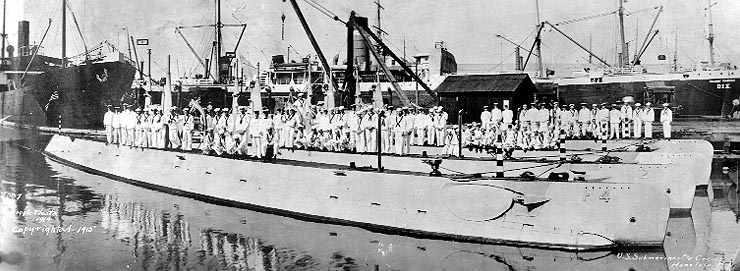
Ponorky třídy F

Ponorky byly vyzbrojeny čtyřmi 457mm torpédomety se zásobou čtyř torpéd. Jejich pohon zajišťovaly dva diesely New London Ship and Engine Company (NELSECO) o výkonu 780 hp a dva elektromotory o výkonu 620 hp, které roztáčely dva lodní šrouby. Nejvyšší rychlost dosahovala 13,5 uzlu na hladině a 11,5 uzlu pod hladinou. Dosah byl 2300 námořních mil při rychlosti jedenáct uzlů na hladině a sto námořních mil při rychlosti pět uzlů pod hladinou. Hloubka ponoru byla 61 metrů.

### Modifikace
Původní diesely musely být roku 1915 vyměněny.

## Operační služba
Všechny jednotky této třídy sloužily v pacifické flotile. Roku 1915 byla ponorka F-4 ztracena na Havaji v důsledku úniku elektrolytu z akumulátorů. Srážkou ponorek F-1 a F-3 u San Diega námořnictvo přišlo o ponorku F-1. F-2 a F-3 byly vyřazeny v roce 1922, aby bylo vyhověno limitům, stanovených na Washingtonské konferenci.